# みのすけ
みのすけ（1965年4月25日 - ）は、日本の舞台俳優、声優・ドラマーである。東京都出身。現在は家族とともに名古屋在住。マッシュ所属。

## 人物
日本大学鶴ヶ丘高等学校卒業。
高校時代、軽音楽部に入部した。そこで出会った2学年上の先輩である劇作家ケラリーノ・サンドロヴィッチに誘われて、バンド『有頂天』にドラマーとして参加することとなった。高2、高3の時はライブハウスに入り浸る。ケラリーノはバンドの片手間に演劇部や映画研究会に出入りしており、バンドのステージ上でコメディ的なこともやっていた。その後ケラリーノが『劇団健康』を立ち上げたため、そこにも誘われ、犬山イヌコや田口トモロヲらとともに参加した。
かつての有頂天、筋肉少女帯、ガガーリン時代にはドラマー美濃介として在籍していた。
93年にKERAが旗揚げした劇団ナイロン100℃の劇団員（看板俳優）として、今日にいたるまでキャリアを積む。妻は四コマ漫画家の佐藤ゆうこ。

## 出演

### 舞台

#### 劇団健康時代
- ホワイトソング〜意味盗り合戦〜
- 逆回転アワー〜日本一アブナイお芝居〜
- カイカイデー
- ヒトとアブラ〜ソシアルマネー〜
- ホワイトソング〜意味盗り合戦'88〜
- カラフルメリィでオハヨ〜いつもの軽い致命傷の朝〜
- 問題あり
- 後ろ姿の素敵な僕たち〜ナニカモ国のコレシカ探し〜
- 季節はずれのへっぴょもそ
- スマナイ。
- プチ天変地異
- BARABARA2
- 牛の人
- ボーイフレンド
- アルタード・ステーツ
- 愛と死〜LOVE&DEATH〜
- カラフルメリィでオハヨ〜いつもの軽い致命傷の朝91〜
- SUNDAY AFTERNOON
- テクノカツゲキ・ウチハソバヤジャナイ
- スマナイ。PARTY MIX
- トーキョーあたり

#### ナイロン100℃時代
- 予定外 - 郵便配達員
- ウチハソバヤジャナイ〜version100℃〜 - 医師B
- 4.A.M - ゼリグ
- カラフルメリィでオハヨ'97〜いつもの軽い致命傷の朝〜 - みのすけ少年
- 薔薇と大砲〜フリドニア日記#2〜 - グンナル・マンドレイク神父
- テイク・ザ・マネー・アンド・ラン - 耳夫
- ノーアート・ノーライフ - ヒライ
- 男性の好きなスポーツ - ウツキ
- 消失 - スタンリー・フォルティ
- 黒い十人の女 - 風
- 百年の秘密 - チャド・アビントン
- デカメロン21〜あるいは、男性の好きなスポーツ外伝〜 - 卯木
- 江戸時代の思い出[5]

など

#### 外部出演
- 空飛ぶ雲の上団五郎一座 「アチャラカ再誕生」（2002年）
- 流山児★事務所公演「殺人狂時代」（2002年）
- 真夏の夜の夢（2004年／演出 木野花）
- 劇団健康「トーキョーあたり」（2005年）
- ルル（2005年／構成・演出 白井晃）
- トランス　elder version（2005年／作・演出 鴻上尚史）
- 東京ハートブレイカーズ公演『アポロ・ボーイズ –THE APOLLO BOYZ-』（2006年）
- ニコラスマクファーソン（2006年）
- アメリカ現代戯曲リーディング（2006年）
- ドラマリーディング「ガレキ」（2006年）
- 殺人者（2007年）
- HYMNS（2008年）
- グリング「吸血鬼」（2009年）
- アポロボーイズ「Bye Bye SUPERSTAR」（2009年）
- GS近松商店（2015年9月 - 10月、大阪 新歌舞伎座）[6]
- GOKÛ（2016年） - 猪八戒 役
- 墓場、女子高生 (2016年)
- Ｍ.バタフライ（2022年）[7]
- 閃光ばなし（2022年9月26日 - 10月2日、ロームシアター京都 / 10月8日 - 30日、東京建物 Brillia HALL） - 菊田甚八 役[8][9][10]
- COCOON PRODUCTION 2023『パラサイト』（2023年6月5日 - 7月2日、THEATER MILANO-Za / 7月7日 - 17日、新歌舞伎座）[11]
- OFFICE SHIKA CHILDHOOD『クマのプーとアクマのゾゾ』（2025年4月10日 - 20日、座・高円寺1）[12]
- 名取事務所公演『燃える花嫁』（2025年6月11日 - 15日、吉祥寺シアター / 6月20日・21日、ロームシアター京都 ノースホール / 6月24日・25日、岡山芸術創造劇場 ハレノワ 小劇場 / 6月28日・29日、J:COM 北九州芸術劇場 小劇場）[13]
- まつもと市民芸術館プロデュース『チェーホフを待ちながら』（2025年11月6日 - 9日〈予定〉、まつもと市民芸術館 小ホール / 11月12日 - 16日〈予定〉、KAAT神奈川芸術劇場 大スタジオ）[14]

### テレビドラマ
- 金田一少年の事件簿（1997年、NTV） - 市川玉三郎 役
- ケイゾク 8話ゲスト（1999年、TBS系列）
- 西村京太郎トラベルミステリー38（2003年） ‐ 井口マネージャー 役
- 顔 4話ゲスト（2003年、フジテレビ） - 山口 役
- 特捜戦隊デカレンジャー 5話ゲスト（2004年、テレビ朝日系列） - ドルトック星人 マノ・マーク（岩木）役
- 相棒
  - season3 第4話「女優〜前編〜」（2004年11月10日） - 轟プロデューサー 役
  - season6 第3話「蟷螂たちの幸福」（2007年11月7日） - 猪野昭文 役
- いちばん暗いのは夜明け前 7話ゲスト（2005年、テレビ東京系） - 害虫駆除業者 役
- 2ndハウス（2006年、テレビ東京系） - 劇団レインボー団座長 役
- ウィルスパニック2006夏〜街は感染した〜（2006年） - 佐藤医師 役
- 週刊真木よう子「ねぎぼうず」（2008年、テレビ東京系） - 田辺 役
- 金曜ドラマ ラブシャッフル（2009年、TBS系）
- ケータイ刑事 銭形命 13話 ゲスト（2009年、BS-TBS） - 安藤竜 役
- 咲くやこの花（2010年、NHK） - 竜 役
- マドンナ・ヴェルデ〜娘のために産むこと〜 第2話 ゲスト（2011年4月、NHK） - 介護施設職員 役
- TAROの塔（2011年） - 北村信彦 役
- 薄桜記 （2012年、NHK BSプレミアム） - 辰吉 役
- 恋するハエ女（2012年、NHK） - 石川四郎 役
- 土曜ワイド劇場 おとり捜査官・北見志穂17（2013年、テレビ朝日系） - 小野田健二 役
- ノーコン・キッド 〜ぼくらのゲーム史〜 2話 ゲスト（2013年、テレビ東京系） - 木戸英雄 役
- 福家警部補の挨拶 7話ゲスト（2014年、フジテレビ） - 池内国雄 役
- 立花登青春手控え（2016年、NHK BSプレミアム） - 万平 役
- 刑事7人 第2シリーズ 第4話 ゲスト（2016年8月、テレビ朝日） - 村山茂 役
- ドクターX〜外科医・大門未知子〜（2016年） ‐ 安原邦治 役
- お母さん、娘をやめていいですか?（2017年） ‐ 御手洗孝史 役
- 大河ドラマ（NHK）
  - おんな城主 直虎（2017年） ‐ 酒井忠次 役
  - 青天を衝け（2021年） - 黒川嘉兵衛 役
- 返還交渉人 -いつか、沖縄を取り戻す-（2017年、NHK BSプレミアム）
- アイアングランマ（2018年） ‐ 藤堂修治 役
- 日曜プライム 棟居刑事シリーズ11（2019年） ‐ 臼木陽兵 役
- 特捜9（2019年） ‐ 高津敏郎 役
- 歪んだ波紋（2019年11月3日 - 12月22日、NHK・BSプレミアム） - 丸岡圭祐 役
- 葉村晶シリーズ（2020年） ‐ 角野史郎 役
- スパイの妻（2020年、NHK BS8K） - 金村 役
- 刑事ゼロ スペシャル（2020年6月7日、テレビ朝日） - 山脇覚士 役
- 半沢直樹（2020年、TBS） - 灰谷英介 役
- ドリームチーム（2021年） - 阿部次郎 役
- シリーズ・横溝正史短編集III「池松壮亮×金田一耕助3『女の決闘』」（2022年2月26日、NHK BSプレミアム） - 島田警部補 役[15]
- 0.5の男 第4話・最終話（2023年6月18日・25日、WOWOW） - 鴨志田幸助 役
- 広重ぶるう（2024年） - 山田屋 役
- 連続テレビ小説 ブギウギ（2024年、NHK） - 鮫島鳥夫 役[16]
- 無能の鷹 第4話・最終話（2024年11月1日・29日、テレビ朝日） - 二矢虎之助 役[17]
- シリーズ・横溝正史短編集Ⅳ「金田一耕助、悔やむ」（NHK BSプレミアム4K、NHK BS）　『悪魔の降誕祭』（2025年4月24日） - 島田警部補 役

### 映画
- ファンシイダンス（1989年、大映） - アツシ 役
- シコふんじゃった。（1991年）
- トリック劇場版（2002年）
- 理髪店主のかなしみ（2002年）
- 1980（2003年）
- タナカヒロシのすべて（2004年）
- グミ・チョコレート・パイン（2008年）
- 築地魚河岸三代目（2008年）
- 罪とか罰とか（2009年、東京テアトル） - 笹川（コンビニに来た警官） 役
- 名無しの十字架（2012年）
- 海難1890（2015年）
- KABUKI DROP（2016年）[18]
- 日本で一番悪い奴ら（2016年） - 岸谷利雄 役
- 返還交渉人 いつか、沖縄を取り戻す（2018年）
- スパイの妻〈劇場版〉（2020年） - 金村 役
- 劇場版 奥様は、取り扱い注意（2021年） - 横尾義文 役
- ハケンアニメ！（2022年） - 星 役[19]
- 怪物の木こり（2023年12月1日） - 益子医師 役[20]
- サンセット・サンライズ（2025年） - 西尾晋作の父 役

### アニメ
- バットマン

### バラエティー
- ゴッドタンキス我慢選手権ファイナル（テレビ東京） - 医師